# 雅东粉报春
雅东粉报春（学名：Primula fernaldiana）为报春花科报春花属下的一个种。生长于高山草地，海拔4000米。

## 扩展阅读
維基物種上的相關：雅东粉报春